# Joris Hendrickx
Joris Hendrickx (Turnhout, 2 februari 1983) is een Belgisch voormalig motorcrosser.

## Levensloop
Hendrickx werd driemaal Belgisch kampioen zijspancross en tweemaal derde in de BK-eindstand. Daarnaast werd hij in 2009 wereldkampioen en vicewereldkampioen in 2010. Eveneens in 2010 ontving hij het Gouden Stuur. Ten slotte won hij het Frans kampioenschap in 2013 en het Duits kampioenschap in 2015.
Hij won in totaal vijf grand prix. In 2009 die in het Duitse Bessenbach (12/07) en in 2010 die in het Franse Plomion (2/05), het Italiaanse Cingoli (16/05) en het Franse Saint-Mament (18/07). Zijn laatste Grand Prix won hij in het Poolse Gdańsk in 2011. Bakkenisten waren Roger Van de Lagemaat, Eli Piccart en de Let Kaspars Liepiņš.
Hij is de neef van Jan Hendrickx, eveneens motorcrosser.

## Palmares
- Wereldkampioenschap: 2009
- Wereldkampioenschap: 2010
- Belgisch kampioenschap: 2008, 2009 en 2010
- Belgisch kampioenschap: 2005 en 2006
- Frans kampioenschap: 2013
- Duits kampioenschap: 2015